# Атабаев, Кайгисыз Сердарович
Кайгысыз Сердарович (Константин Сергеевич) Атабаев (октябрь 1887 — 10 февраля 1938) — туркменский советский государственный и партийный деятель. В 1924—1937 — председатель СНК Туркменской ССР.

## Биография
Родился в ауле Мяне Тедженского уезда Закаспийской области. Отец, Тач-Геок, — вождь аула Сердар, зажиточный мельник, мать — дочь афганского визиря (в последующем Атабаев никогда не скрывал своего «непролетарского» происхождения).
С 6 лет — сирота. Окончил 2-классную русско-туземную школу в г. Теджен, 2-классное Тедженское русско-туземное городское училище (1899—1903), Ташкентскую учительскую семинарию (1903—1907). В 1908 году взял фамилию Атабаев — по имени семинарского друга М. Атабаева.
Преподавал в РТШ Мервского уезда, заведовал одноклассным училищем в ауле Бахарден, был переводчиком начальника Тедженского уезда, служащим в конторе Мервского банка.
Сотрудничал с первым эсеро-большевистским правительством Закаспийской области. С 1918 года — член партии левых эсеров.
В феврале 1919 года вступил в РКП(б) с сохранением стажа. Весной 1919 — сотрудник аппарата РВС Закаспийского фронта. Затем зам. председателя Исполкома Мервского уезда.
- C ноября 1919 по июль 1920 — зам. председателя Ашхабадского (другие названия — Туркменского, Закаспийского) областного ревкома.
- В 1920 г. — член Ашхабадского обкома КПТ, заместитель наркома земледелия ТАССР.
- C июля 1920 — нарком земледелия ТАССР.
- С сентября 1920 — член ЦК и Исполкома ЦК Временного ЦК КП Туркестана.
- В сентябре 1920 — 22 октября 1922 — Председатель СНК ТАССР. С октября 1920 — Председатель Ферганского обл. Реввоенсовета.

В октябре 1922 г. вызван с отчётом в Москву, после слабого доклада в Оргбюро ЦК ВКП(б) получил строгий выговор и освобождён от должности за «беспечное либеральное отношение к главарю басмаческих банд Бахраму-Курбаши». По рекомендации В. И. Ленина введён в состав коллегии Наркомата по делам национальностей.
- С ноября 1922 — 12 июня 1923 — член коллегии Наркомата национальностей РСФСР.
- В 1923—1924 — зам. председателя СНК Бухарской Республики, член Исполнительного бюро ЦК КП Бухары.
- С ноября 1924 — член Ревкома Туркменской ССР.
- В январе 1925—1937 гг. — Председатель СНК Туркмении.

Член Бюро ЦК КП(б)Т (1924—1937). В октябре 1921 — мае 1922 — член Туркбюро, в мае-августе 1922 — Среднеазиатского бюро ЦК ВКП(б).
Член ВЦИК и ЦИК СССР. Делегат XIII, XV и XVII съездов ВКП(б).
Арестован летом 1937 г. По обвинению в участии в контрреволюционной националистической террористической организации приговорён 8 февраля 1938 года к высшей мере наказания. Расстрелян 10 февраля 1938 года. Реабилитирован 22 декабря 1956 г.

## Семья и дети
- Первая жена — Татьяна, от неё дочери Зоя (1918 г.р.) и Нора (1920-е);
- Вторая жена — Евгения Яковлевна Брянцева — от неё двое детей: сын и дочь.
  - Сын — Кемине (р. август 1930),  заслуженный геолог СССР. Потомки Атабаева проживают в Москве.
  - Дочь — Лейли (р. 1932)

## Память
Атабаев — герой нескольких литературно-художественных произведений.
В 1984 по роману Б.Кербабаева был снят художественный фильм «Кайгысыз Атабаев». В 1967 Атабаеву установлен памятник в центре Ашхабада (реконструирован в 1970). Снесён в 1994.